# Macaranga pilosula
Macaranga pilosula är en törelväxtart som beskrevs av Airy Shaw. Macaranga pilosula ingår i släktet Macaranga och familjen törelväxter.
Artens utbredningsområde är Papua Nya Guinea. Inga underarter finns listade i Catalogue of Life.